# Sektor
Sektor alias LK-9T9 è un personaggio della serie videoludica Mortal Kombat. È apparso per la prima volta in Mortal Kombat 3.

## Storia
Sektor appare per la prima volta in Mortal Kombat 3. Rappresenta il primo modello di prototipo ninja cibernetico creato dal clan dei Lin Kuei. La sua missione, come quella delle sue controparti Cyrax e Smoke, era quella di trovare e terminare il ninja traditore Sub-Zero, dopo che questi non si era sottoposto all'automatizzazione ed aveva lasciato il clan. Nella sua vita umana era un fedelissimo dei Lin Kuei, tanto da chiedere lui stesso al Gran Maestro Ninja di sottoporsi al programma di automatizzazione. Sektor, infatti, ritiene che il massimo onore del clan possa essere raggiunto solo attraverso il progresso tecnologico e disprezza Cyrax e Sub Zero, per aver disobbedito agli ordini del gran maestro.
Col tempo il suo programma diverrà sempre più corrotto, tanto da divenire una minaccia per tutti coloro che s'incontrano con l'automa. Infatti tornato alla base del Lin Kuei, ne uccide il Gran Maestro (che in MK9 ci verrà svelato essere suo padre) ritenendolo inferiore a lui e tenta di rubare il Medaglione del Drago che verrà poi preso da Sub Zero diventato nel frattempo il nuovo Gran Maestro del Lin Kuei dopo aver sconfitto Sektor. Quest'ultimo partirà per il Giappone e diverrà capo di un clan di ninja sempre cibernetici (produzione in massa di Sektor potremmo dire) chiamati Tekunin. A differenza delle sue controparti Cyrax e Smoke, egli non presenta emozioni o possibilità di riavere l'anima, anzi sembra sia posseduto da una latente pazzia.
In Mortal Kombat Armageddon, egli rapisce Taven mentre stava esplorando il tempio di suo padre per cercare un'arma lasciata dai Tekunin. Lo porta alla base Tekunin e gli domanda riguardo al messaggio di suo padre. Taven gli dice che sarebbe stato punito per questo, e Sektor per tutta risposta gli dà parte dei suoi poteri facendolo però soffrire. In quel momento arriveranno le Forze Speciali capitanate da Sonya Blade, e Taven scappa, ma Sektor gli dice: "Non te ne andrai finché non mi avrai dato le informazioni che voglio, a meno che non le prenda con la forza!". Taven affronta e sconfigge Sektor, che scappa lontano prima che si autodistrugga.
Nel suo finale, egli uccide Blaze, facendo aumentare il suo potere, diventa un tutt'uno con Smoke e Cyrax e forma un'organizzazione iper tecnologica.
Nella timeline di Mortal Kombat IX appare ancora umano, insieme a Cyrax e Sub-Zero, nel primo torneo dove partecipa al soldo di Shang Tsung per eliminare i guerrieri terrestri. Sektor è profondamente devoto al Lin Kuei tanto da non opporsi al "progetto cyborg" ma addirittura ad offrirsi come volontario. Oltretutto vede nella reticenza di Cyrax una sorta di disonore al clan. Cercherà quindi di fermare il compagno con la forza quando esso deciderà di disertare, ma verrà sconfitto. Apparirà come cyborg nel secondo torneo quando cercherà di catturare Smoke nella foresta vivente.
In Mortal Kombat X è possibile selezionarlo tramite una delle varianti del personaggio DLC Triborg, insieme a Smoke (LK-7T2), Cyrax (LK-4D4) e Cyber Sub-Zero (LK-52O). Nella trama si scopre che dopo aver reso cibernetico tutto il clan Lin Kuei, è stato definitivamente sconfitto da Sub Zero e disassemblato.
In Mortal Kombat 11 Sektor ricompare come sottoposto di Kronika, richiamato dal passato, dai tempi del secondo torneo. Giunto nel presente, Sektor rapisce i membri del nuovo Lin Kuei e li trasforma in cyborg, questo lo porta a scontrarsi nuovamente con Sub Zero e con Scorpion. In seguito, dopo essere stato potenziato, attacca la base delle Forze Speciali assieme ai suoi ninja cibernetici e al Dragone Nero di Kano, venendo sconfitto da Johnny Cage. Kano attiva quindi un dispositivo di autodistruzione nel corpo di Sektor che esplode insieme all'intera base.

## Scheda riassuntiva
- Alleanze: Cyber Lin Kuei; Tekunin
- Nemici: Cyrax, Sub-Zero, Smoke, Sonya Blade, Jax Briggs
- Stili di lotta: Ninjutsu; Sambo; Kenpo;
- Armi: Pistola Laser, Pulse Blade, missili, lanciafiamme

## Apparizioni
- Mortal Kombat 3
- Ultimate Mortal Kombat 3
- Mortal Kombat Trilogy
- Mortal Kombat Advance
- Mortal Kombat Gold
- Mortal Kombat: Deadly Alliance
- Mortal Kombat: Deception (cameo, giocabile tramite un glitch)
- Mortal Kombat: Unchained (cameo, giocabile tramite un glitch)
- Mortal Kombat: Tournament Edition
- Mortal Kombat Armageddon
- Mortal Kombat (2011)
- Mortal Kombat X (alias Triborg LK-9T9)
- Mortal Kombat 11 (lottatore di supporto Konsumabile)
- Mortal Kombat 1 (lottatore classico Kameo; e come personaggio giocabile in versione donna tramite un DLC)

## Mosse
Ogni personaggio ha una mossa speciale da eseguire.
- Missile: Sektor lancia un missile all'avversario.
- Telegram Missile: Sektor lancia un missile elettrico all'avversario.
- Teleport: Sektor si teletrasporta andando giù poi risalendo dando un montante all'avversario.

### Finisher Moves
- Compactor (Fatality): Sektor attiva un compattatore sulla testa e sotto i piedi dell'avversario, poi lo schiaccia con esso. (MK3, UMK3, MKT, MKG)
- Flamethrower (Fatality): Sektor usa un lanciafiamme che brucia l'avversario. (MK3, UMK3, MKT, MKG)
- Robo-Sek (Fatality): Sektor prepara 4 razzi e con il suo rimpulso distruttore divide l'avversario facendo volare in aria ogni parte del suo corpo; a quel punto, Sektor, con gli altri 4 razzi, colpisce e disintegra il torso, le braccia e la testa all'avversario. (MKIX)
- Missile Massacre (Fatality): Sektor calcia più volte la testa dell'avversario, poi lo finisce con un missile. (MK:TE)
- Scarecrow (Fatality): Sektor lancia un dispositivo dal suo petto (o lo lancia semplicemente nella versione umana) e con essa divide ogni parte del corpo dell'avversario. (MKIX)
- Test Your Might (Friendship): Sektor richiama un campanello con un martello e ci gioca. (MK3, UMK3, MKT)
- Darkness (Animality): Sektor si trasforma in un pipistrello e decapita l'avversario. (MK3, UMK3, MKT)

## Ketchup & Mustard
Durante lo sviluppo di Mortal Kombat 3, ai due cyborg sono stati associati i rispettivi colori, codici e soprannomi:
Sektor, rosso, LK-9T9 (Ketchup) e a Cyrax, giallo senape, LK-4D4 (Mustard), questo è anche dimostrato nel contenuto della kripta in Deadly Alliance.
I loro riferimenti appaiono anche nella fattoria di Jax Briggs in MKX, nel video dello story mode e come contenuti della kripta, ancora prima che il personaggio collettivo Triborg (DLC) fosse annunciato.
Nomenclatura ricorrente:
- Mustard, è il nome di una combo di Cyrax nelle tecnica Sambo in Mortal Kombat: Deadly Alliance
- Ketchup and Mustard, è il titolo nella kripta YB in MK: Deadly Alliance, richiede 358 Jade Koins[2]
- Ketchup's revenge, è il nome di un attacco base di Sektor in Mortal Kombat: Armegeddon
- Mustard, è il nome di una combo di Cyrax in Mortal Kombat (2011)
- Ketchup folle (Psycho Ketchup), è il nome di attacco base di Triborg LK-9T9 in Mortal Kombat X.
- Ketchup and Mustard, è il nome di una serie di Torri del Tempo con il supporto nemico di Sektor e Cyrax in Mortal Kombat  11
- Ketchup & Mustard, sono personaggi Kameo in Mortal Kombat 1 (2023)